# Český lev 2024
Český lev 2024 je 32. ročník cen České filmové a televizní akademie Český lev. Slavnostní ceremoniál vyhlášení cen se uskutečnil v sobotu 8. března 2025 v pražském Rudolfinu; v přímém přenosu jej vysílala Česká televize na programu ČT1. Ceremoniálem provázel Karel Kovář. Nejvyšší počet nominací získaly filmy Vlny (14 nominací) a Amerikánka (13 nominací). Celkem se na přímý přenos dívalo 647 000 diváků starších 15 let, což byl nejsledovanější pořad 8. března 2025.

## Ceny a nominace

### Nejlepší celovečerní film
- Vlny
- Amerikánka
- Zahradníkův rok
- Mord
- Od marca do mája

### Nejlepší dokumentární film
- Ještě nejsem, kým chci být – režie Klára Tasovská
- Prezidentka – režie Marek Šulík
- Hranice Evropy – režie Apolena Rychlíková
- Architektura ČSSR 58-89 – režie Jan Zajíček
- Válečný zpravodaj – režie David Čálek

### Nejlepší režie
- Vlny – Jiří Mádl
- Amerikánka – Viktor Tauš
- Zahradníkův rok – Jiří Havelka
- Mord – Adam Martinec
- Od marca do mája – Martin Pavol Repka

### Nejlepší ženský herecký výkon v hlavní roli
- Rok vdovy – Pavla Beretová
- Zápisník alkoholičky – Tereza Ramba
- Manželé Stodolovi – Lucie Žáčková
- Amerikánka – Klára Kitto
- Sucho – Magdaléna Borová

### Nejlepší mužský herecký výkon v hlavní roli
- Zahradníkův rok – Oldřich Kaiser
- Vlny – Vojtěch Vodochodský
- Manželé Stodolovi – Jan Hájek
- Mord – Karel Martinec
- Smetana – Václav Neužil

### Nejlepší ženský herecký výkon ve vedlejší roli
- Vlny – Tatiana Pauhofová
- Smetana – Denisa Barešová
- Mord – Karin Bílíková
- Amerikánka – Lucie Žáčková
- Amerikánka – Klára Melíšková

### Nejlepší mužský herecký výkon ve vedlejší roli
- Vlny – Stanislav Majer
- Vlny – Martin Hofmann
- Mord – Antonín Budínský
- Ema a smrtihlav –  Milan Ondrík
- After Party – Jan Zadražil

### Nejlepší ženský herecký výkon v hlavní roli v seriálovém díle
- Dobré ráno, Brno! II – Zuzana Zlatohlávková
- Smysl pro tumor – Alžběta Malá
- Dcera národa – Antonie Formanová

### Nejlepší mužský herecký výkon v hlavní roli v seriálovém díle
- Metoda Markovič: Hojer – Petr Lněnička
- Smysl pro tumor – Filip Březina
- Dobré ráno, Brno! II – Jan Kolařík

### Nejlepší ženský herecký výkon ve vedlejší roli v seriálovém díle
- Dobré ráno, Brno! II – Simona Lewandowska
- Metoda Markovič: Hojer – Sarah Haváčová
- Náhradníci – Iva Janžurová

### Nejlepší mužský herecký výkon ve vedlejší roli v seriálovém díle
- Metoda Markovič: Hojer – Petr Uhlík
- Smysl pro tumor – Jiří Bartoška
- Smysl pro tumor – Pavel Řezníček

### Nejlepší scénář
- Vlny – Jiří Mádl
- Zahradníkův rok – Jiří Havelka
- Metoda Markovič: Hojer – Jaroslav Hruška
- Mord – Adam Martinec
- Amerikánka – David Jařab

### Nejlepší kamera
- Amerikánka –  Martin Douba
- Vlny – Martin Žiaran
- Metoda Markovič: Hojer – Ondřej Belica
- Rok vdovy –  Dušan Husár
- Mord – David Hofmann

### Nejlepší střih
- Ještě nejsem, kým chci být –  Alexander Kashcheev
- Vlny – Filip Malásek
- Mord – Matěj Sláma
- Metoda Markovič: Hojer – Tomáš Holocsy

- Amerikánka –  Alois Fišárek, Krzysztof Komander

### Nejlepší zvuk
- Vlny – Viktor Ekrt
- Život k sežrání – David Titěra, Viktor Ekrt
- Mord – Miki Kocáb, Peter Hilčanský
- Amerikánka –  Michał Fojcik, Michał Bagiński
- Ještě nejsem, kým chci být –  Alexander Kashcheev, Michaela Patríková

### Nejlepší hudba
- Život k sežrání – Michal Novinski
- Mord – Jonatan Pastirčák
- Vlny – Simon Goff
- Amerikánka –  Jan Michael Prokeš
- Ještě nejsem, kým chci být –  Oliver Torr, Prokop Korb, Adam Matej

### Nejlepší scénografie
- Amerikánka –  Jan Kadlec
- Vlny – Petr Kunc
- Metoda Markovič: Hojer – Milan Býček
- Smetana – Jan Vlasák
- Dcera národa –  Henrich Boráros

### Nejlepší kostýmy
- Amerikánka –  Jan Kadlec
- Vlny – Katarína Štrbová Bieliková
- Metoda Markovič: Hojer – Vladimíra Pachl Fomínová
- Smetana – Andrea Králová
- Dcera národa –  Jarmila Dunděrová

### Nejlepší masky
- Smetana – Martin Valeš, Jana Bílková, Martin Větrovec
- Vlny – Adéla Anděla Bursová
- Amerikánka –  Jana Dopitová, René Stejskal
- Metoda Markovič: Hojer – Lukáš Král
- Dcera národa –  Lenka Nosková

### Nejlepší animovaný film
- Život k sežrání – Kristina Dufková
- Hurtikán – Jan Saska
- Velký Pán – Radek Beran

### Nejlepší krátký film
- Bzukot Země – Greta Stocklass
- Mezi námi moře – Lun Sevnik
- Ani se nenaděješ a už se jmenuješ – Ema Hůlková

### Nejlepší televizní minisérie nebo seriál
- Metoda Markovič: Hojer – Jaroslav Hruška
- Dobré ráno, Brno! – Jan Prušinovský
- Smysl pro tumor – Tereza Kopáčová
- Dcera národa – Matěj Chlupáček, Cristina Groșan
- Vlastně se nic nestalo – Jan Vejnar

### Cena Magnesia za nejlepší studentský film
- Plevel – režie Pola Kazak
- Bzukot Země – Greta Stocklassa
- 3MWh – Marie-Magdalena Kochová
- Ani se nenaděješ a už se jmenuješ – Ema Hůlková
- Humanity – Tereza Kovandová

### Mimořádný přínos české kinematografii
- Karel Smyczek

### Mimořádný počin v oblasti audiovize
- Mario Klemens (in memoriam)

### Nejlepší filmový plakát
nestatutární cena
- Amerikánka – Jan Kadlec, Jan Poukar
- Architektura ČSSR 58-89 – Petr Bosák, Robert Jansa
- Janžurka – Štěpán Malovec
- Mord – Kryštof Doležal
- Ještě nejsem, kým chci být – Kristýna Kulíková

### Cena filmových fanoušků
nestatutární cena
- Vlny – režie Jiří Mádl